# Oxyethira triangulata
Oxyethira triangulata är en nattsländeart som beskrevs av Wells 1981. Oxyethira triangulata ingår i släktet Oxyethira och familjen smånattsländor. Inga underarter finns listade i Catalogue of Life.